# ARISS

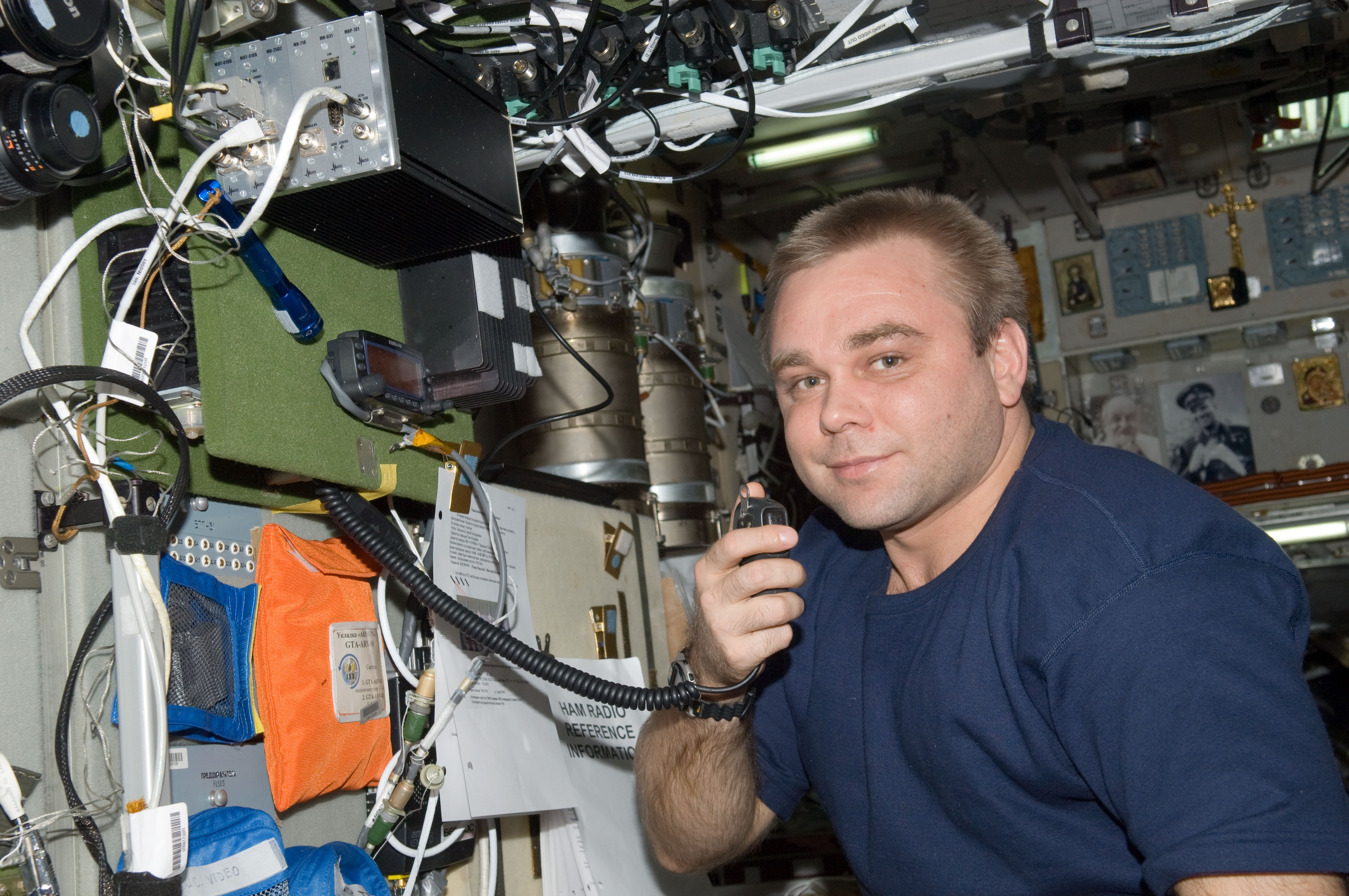
Le cosmonaute Maxime Souraïev animant une session de radio depuis le module Zvezda.

ARISS (Amateur Radio on the International Space Station) est un projet commandité par divers organismes et mené par les astronautes et les cosmonautes de la Station spatiale internationale (ISS) ayant également une licence de radioamateur. Le programme s’est précédemment appelé SAREX (Space Amateur Radio Experiment). Kenwood Electronics a lancé en 2011 une campagne publicitaire profitant du fait que leur émetteur récepteur amateur TM-D700A était en service sur l’ISS. Une nouvelle version (IORS) a été mise en service sur l'ISS en septembre 2020.

## Contact ARISS dans les écoles
Certains groupes de radioamateurs viennent animer des ateliers dans des classes où les enfants réalisent de petits montages électroniques. Ils permettent aussi de réaliser des contacts entre les élèves et les astronautes de la Station spatiale internationale (ISS). Les questions posées aux astronautes sont préparées par les enfants et les instituteurs. Lors du contact, d'une durée de 10 minutes, les radioamateurs entrent en liaison radio avec l’astronaute à bord, lisent les questions et les enfants peuvent alors entendre les réponses.
Toute personne dans le rayon de réception du signal radio émis par l'ISS peut avec un équipement radioamateur recevoir la transmission (seulement celle de l'ISS, la transmission depuis le sol est dirigée vers l'ISS donc très difficilement captable). La fréquence de réception est le plus souvent 145,800 MHz FM.